# 鳴門警察署
鳴門警察署（なるとけいさつしょ）は、徳島県警察が管轄する警察署の一つである。

## 所在地
- 徳島県鳴門市大津町吉永755番地7

## 管轄区域
- 鳴門市

## 交番
- 撫養町交番（鳴門市撫養町小桑島字前浜238番地）
- 撫養町木津交番（鳴門市撫養町木津705番地4）

## 駐在所
- 堀江駐在所（鳴門市大麻町大谷字井利の肩29番地1）
- 大麻町板東駐在所（鳴門市大麻町板東字西山田24番地6）
- 鳴門町高島駐在所（鳴門市鳴門町高島字南442番地）
- 瀬戸町駐在所（鳴門市瀬戸町明神字越浦334番地8）
- 北灘町駐在所（鳴門市北灘町折野字東地279番地8）

## 検問所
- 鳴門検問所（鳴門市北灘町櫛木井ノ尻）

## 主な出来事・未解決事件
- 1970年1月31日 - 宿直中であった巡査部長が署内で短銃を乱射、諭旨免職となった。情報提供者から誘われて外出して飲酒、酔って署に戻た後に保管中の拳銃を持ち出して、無人の警備課内で天井と床に二発ずつ発射したもの[1]。